# Beta-metylamino-L-alanin
BMAA, beta-metylamino-L-alanin, är ett neurotoxin som kopplas till en ökad risk för ALS-PDC (amyotrofisk lateralskleros, Parkinsons sjukdom, demens). BMAA finns både i landmiljöer och i akvatiska miljöer. BMAA produceras av cyanobakterier samt kiselalger och dinoflagellater. 

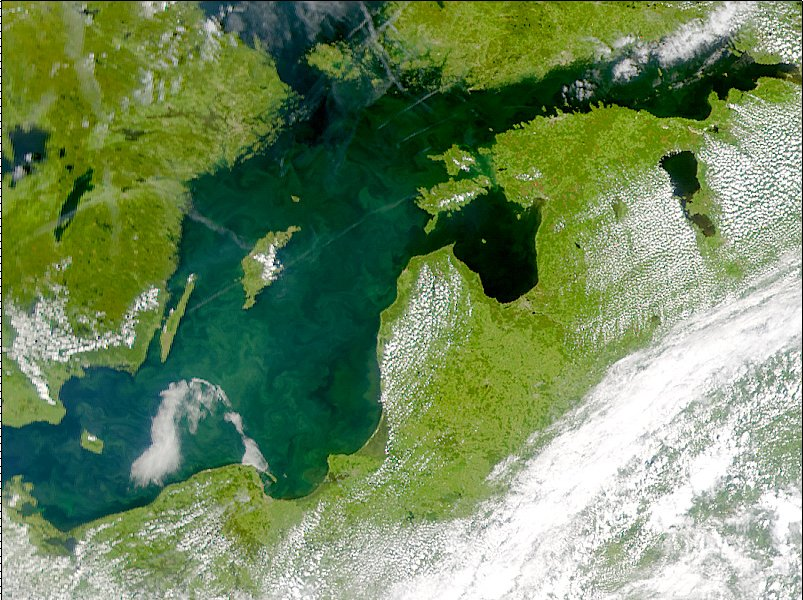
Algblomning i Östersjön 3 juli 2001.

## Bakgrund och upptäckt
I mitten av 1900-talet upptäcktes det att Chamorrofolket, en liten grupp människor som bebor ön Guam, hade nästan 100 gånger högre prevalens av sjukdomarna ALS, Parkinsons sjukdom och demens än förväntat. Den relativa frekvensen av ALS på 1 av 510 kan jämföras mot 1 av 50 000 förväntade fall i Nordamerika. Detta kallade till sig mycket uppmärksamhet hos forskare, som frågade sig om nyckeln till dessa neurologiska sjukdomar kunde ligga i Chamorrofolkets leverne. 
Genom åren föreslogs och testades flera olika hypoteser för att finna en förklaring. Det undersöktes t.ex. om orsaken kunde vara kalciumbrist eller om det kunde finns genetiska förklaringar till sjukdomarna. Men något samband kopplat till kalciumbrist gick inte att påvisa. Inte heller fann forskarna någon hållbar genetisk förklaring.  Det undersöktes även om förklaringen kunde finnas i Chamorrofolkets kost. Det visade sig att det fanns ett signifikant samband mellan ALS-PDC prevalens och kosten. Chamorrofolket fick i sig neurotoxinet BMAA .
Höga nivåer av BMAA har uppmätts i kottepalmens (Cycas micronesica) löv, frön och rötter. Chamorrofolket använder mjöl gjort på kottepalmens frön som del i sin traditionella matlagning. De är medvetna om att delar av plantan är toxisk och förbereder därför fröerna noga före användning. Forskning visar att deras metod kan eliminera stora delar av det fria BMAA-toxinet men att det inte ger någon signifikant reduktion av det proteinbundna BMAA-toxinet. Chamorrofolket tros även få i sig BMAA från de djur som konsumerar kottepalms-produkter, framförallt flygande hundar (Pteropus mariannus mariannus) som är en viktig del av Chamorrofolkets matkultur.
BMAA har väckt nytt intresse då forskare har börjat identifiera toxinet utanför Guam. En forskningsstudie gjordes på 50 nordamerikaner som avlidit i ALS med beaktande av BMAA koncentration i kroppsvävnad. En signifikant koncentration upptäcktes i 49 av 50 fall. Detta kan tyda på att BMAA kan kopplas till sjukdomsmekanismen för ALS även utanför Guam.

## Toxinkällor

### Förekomst och möjliga funktioner i naturen
Cyanobakterier kan leva både i havet och på land, där de kan leva i symbios med andra organismer. Det är bland annat symbiotiska kvävefixerande cyanobakterier i kottepalmens rötter som producerar BMAA. Cyanobakterierna förser kottepalmens rötter med kväve i utbyte mot näring och energi. Dessutom tillverkar cyanobakterien BMAA som tas upp av kottepalmen, och deponeras i dess vävnader. De högsta nivåerna återfinns i kottepalmens frön, där det föreslagits fungera som ett skydd mot växtätare.. Fritt och proteinbundet BMAA har hittats i ett stort antal cyanobakteriearter Varför cyanobakterien tillverkar BMAA är ännu inte klarlagt. Studier har dock visat att BMAA sannolikt har en roll i den cellulära kvävebalansen både hos cyanobakterier och kiselalger. Hos cyanobakterier tros BMAA inhibera kvävefixeringen.  
BMAA har identifierats i cyanobakterier och kiselalger från Östersjön. Övergödning har lett till en ökad algtillväxt och större blomningar av kvävefixerande cyanobakterier. Andra studier har visat att stora blomningar av cyanobakterier medför risk för höga BMAA koncentrationer.

### Biomagnifiering
BMAA biomagnifieras i näringskedjor både på land och i vatten. De högsta nivåerna i akvatiska ekosystem återfinns hos bottenlevande djur såsom musslor och ostron. När fotosyntetiserande cyanobakterierna blommar finns de vid havsytan, men när blomningen avtar och algerna dör sjunker de till havsbotten. Bottenlevande fiskar och djur som filtrerar vatten i sin jakt på föda, äter cyanobakterier och får då i sig BMAA.  
I studier har kycklingfoder tillverkats av musselkött. Genom att mata kycklingar med detta foder sammankopplas den akvatiska näringskedjan i Östersjön med näringskedjan på land. Något som kan leda till att BMAA biomagnifieras i näringskedjan även på land. Därmed finns en ökad risk för förhöjda BMAA nivåer hos människor om de äter kyckling uppfödd på musselkött.  
BMAA återfinns i många olika typer av livsmedel, och på flera olika geografiska platser på jorden. BMAA biomagnifieras med ökad trofisk nivå. De flygande hundar som livnär sig på kottepalmens frön har alltså en högre koncentration BMAA i sina vävnader, jämfört med kottepalmens. Mängden bioackumuleras sedan ytterligare i människor som äter kottepalmsmjöl och/eller flygande hundar. I näringskedjan biomagnifieras både fritt och bundet BMAA.
Laboratoriestudier på möss har visat att en möjlig elimineringsväg för BMAA ut ur muskroppen är via modersmjölken.. Något som medför en ökad risk för att musungarna ska utsätts för riskerna med BMAA i tidig ålder. Det är dock oklart om BMAA anrikas i människo- och komjölk

### Lagring av BMAA hos människor med neurodegenerativa sjukdomar
Högre halter av BMAA hittades i hjärnvävnaden hos personer diagnostiserade med ALS och Alzheimers i jämförelse med personer utan diagnostiserade neurodegenerativa sjukdomar. Däremot var halterna av BMAA inte högre hos personer med diagnostiserad Huntingtons sjukdom.

## Neurotoxicitet

### BMAA:s koppling till neurodegenerativa sjukdomar
Ett flertal studier påvisar sambandet mellan exponering av BMAA och utvecklingen av neurodegenerativa sjukdomar. Råttor utsatta för BMAA i tidig ålder utvecklade neurokemiska förändringar i både hjärnan och ryggraden i vuxen ålder. Studier genomförda i Finland och New England har visat att det finns en större risk att drabbas av ALS för personer bosatta nära sjöar med hög frekvens av blomningar av cyanobakterier. I en studie utsattes nervceller för olika halter av BMAA för att undersöka den skadliga effekten på nervceller. Studien visade att desto högre nivå av BMAA nervcellerna utsattes för, desto större blev skadorna på nervcellerna.

### Mekanismer bakom BMAA:s toxicitet
Till en början ansågs excitotoxicitet utgöra mekanismen bakom BMAA:s koppling till neurodegenerativa sjukdomar, men studier har visat att BMAA kan agera toxiskt på ett flertal olika sätt. BMAA kan förutom att döda nervceller genom aktivering av glutamat-receptorerna även integreras i cellens proteiner, vilket leder till störningar i dem drabbade proteinernas funktion som kan resultera i nervcellsdöd genom apoptos.

#### Excitotoxin på glutamat-receptorer
Om BMAA reagerar med bikarbonatjoner bildas β-karbamat vilket har möjlighet att binda till diverse glutamatreceptorer vilket resulterar i excitotoxicitet. Excitotoxicitet sker eftersom de intracellulära nivåerna av natriumjoner (Na+) och kalciumjoner (Ca2+) ökar samtidigt som nivåerna av kaliumjoner (K+) minskar. Även membranens permeabilitet och mitokondriernas funktion påverkas och samtidigt ökar mängden reaktiva syreföreningar (ROS).

#### Inkorporerat BMAA i tau-proteiner
BMAA tros kunna ersätta aminosyran serin under proteinsyntes i cellerna. Detta kan förebyggas genom en tillräckligt hög närvarande koncentration av L-serin under proteinsyntesen. Ersättningar av serin i tau-proteiner medför aggregering av tau-proteinerna, vilket har kopplats till neurodegenerativa sjukdomar.  BMAA, som är en icke-proteinogen aminosyra, kan integreras i proteiner via posttranslationella modifieringar, vilket får proteinet att tappa sin funktion genom att proteinet veckas på ett annorlunda sätt.